# Strana moravského venkova
Strana moravského venkova (SMV) byla malá česká politická strana působící převážně na Moravě, která vznikla v Šumperku, během rozmachu tzv. moravského hnutí. Tedy ve stejné době, jako vznikly další významnější promoravské subjekty (např. Hnutí za samosprávnou demokracii - Společnost pro Moravu a Slezsko, Moravské občanské hnutí nebo Moravská národní strana).

## Pozice na komunální úrovni
Kromě Šumperska (město Šumperk, obce Vikýřovice, Rejchartice a Sobotín) strana působila v komunální politice i na Vyškovsku (obce Kozlany a Brankovice). V Kozlanech a Rejcharticích její členové dvakrát vyhráli komunální volby (1994, 1998) a obsadili vedení obce. Také působila ve městě Králíky již mimo historické území Moravy v dnešním Pardubickém kraji. V komunálních volbách v roce 1998 uspěli její kandidáti také v jihomoravských obcích Moravská Nová Ves) a Újezd u Brna. Na celostátní úrovni strana nekandidovala. Po rozpuštění strany v roce 2001 někteří členové přešli do další malé politické strany - Strana venkova - spojené občanské síly (SV-SOS).

## Volební výsledky

### Volby do obecních zastupitelstev
| Volby | Počet hlasů | %    | Počet mandátů |
| ----- | ----------- | ---- | ------------- |
| 1994  | 8 278       | 0,01 | 21            |
| 1998  | 12 855      | 0,02 | 24            |